# Eficiència de conversió energètica

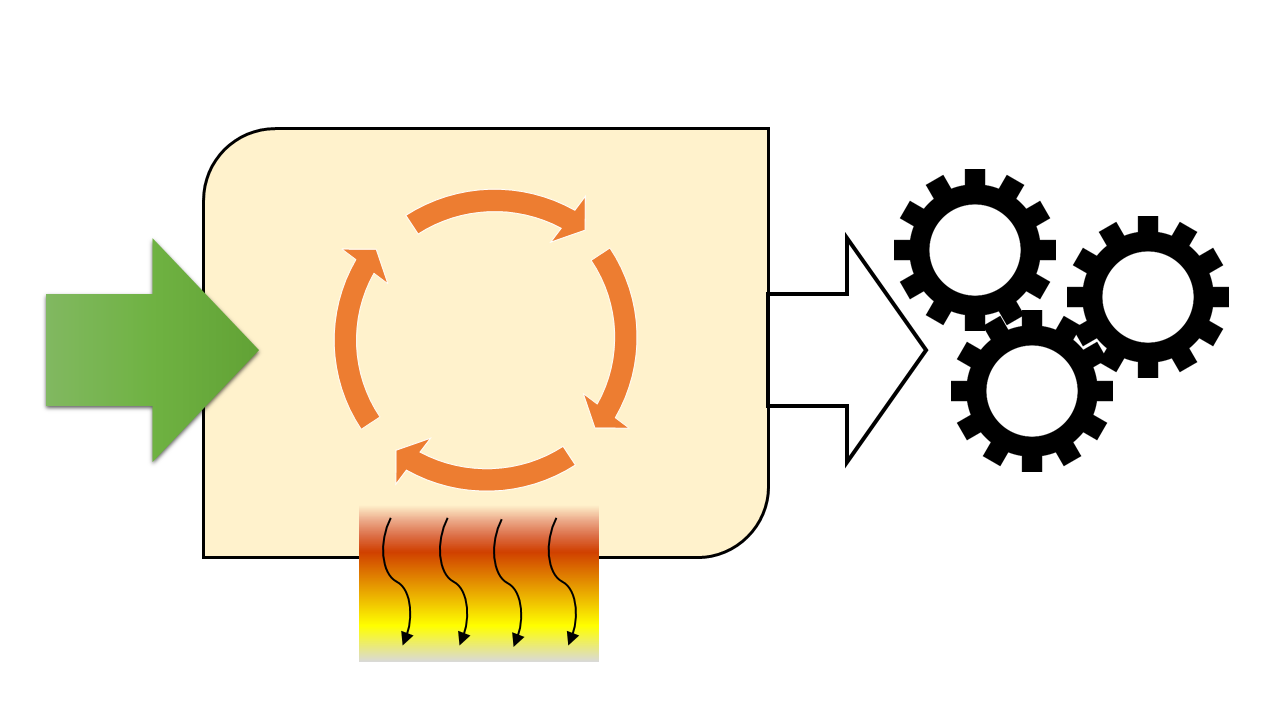
L'energia útil de sortida és sempre inferior a l'energia d'entrada.

L'eficiència de conversió d'energia (η) és la relació entre la producció útil d'una màquina de conversió d'energia i l'entrada, en termes energètics. L'entrada, així com la sortida útil, pot ser química, energia elèctrica, treball mecànic, llum (radiació) o calor. El valor resultant, η (eta), oscil·la entre 0 i 1.

## Visió general

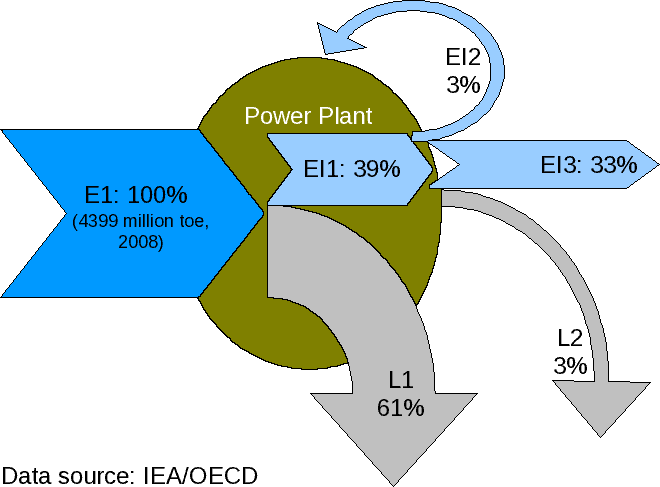
Eficiència de les centrals elèctriques, total mundial, 2008

L'eficiència de conversió d'energia depèn de la utilitat de la sortida. Tota o part de la calor produïda per la combustió d'un combustible pot convertir-se en calor residual rebutjada si, per exemple, el treball és la sortida desitjada d'un cicle termodinàmic. El convertidor d'energia és un exemple de transformació d'energia. Per exemple, una bombeta entra a les categories convertidor d'energia. {\displaystyle \eta ={\frac {P_{\mathrm {out} }}{P_{\mathrm {in} }}}} Tot i que la definició inclou la noció d'utilitat, l'eficiència es considera un terme tècnic o físic. Els termes orientats a objectius o missió inclouen eficàcia i eficàcia.
En general, l'eficiència de conversió d'energia és un nombre adimensional entre 0 i 1,0, o del 0% al 100%. Les eficiències no poden superar el 100%, cosa que donaria lloc a una màquina de moviment perpetu, cosa que és impossible.
No obstant això, altres mesures d'eficàcia que poden superar l'1,0 s'utilitzen per a refrigeradors, bombes de calor i altres dispositius que mouen la calor en lloc de convertir-la. No es diu eficiència, sinó coeficient de rendiment, o COP. És una proporció de la calefacció o refrigeració útil proporcionada en relació al treball (energia) requerit. Els COP més alts equivalen a una major eficiència, un menor consum d'energia (potència) i, per tant, menors costos operatius. El COP acostuma a superar l'1, sobretot a les bombes de calor, perquè en comptes de convertir només el treball en calor (que, si és 100% eficient, seria un COP d'1), bombeja calor addicional des d'una font de calor cap a on cal la calor. La majoria dels aparells d'aire condicionat tenen un COP de 2,3 a 3,5.
Quan es parla de l'eficiència dels motors tèrmics i les centrals elèctriques, s'ha d'indicar la convenció, és a dir, HHV (també conegut com a valor calorífic brut, etc.) o LCV (també conegut com a valor calorífic net), i si la producció bruta (a les terminals del generador) o neta. s'està considerant la sortida (a la tanca de la central elèctrica). Tots dos estan separats, però s'han d'indicar tots dos. No fer-ho provoca una confusió infinita.
Hi ha termes relacionats, més específics:
- Eficiència elèctrica, potència útil de sortida per potència elèctrica consumida;
- Eficiència mecànica, on una forma d'energia mecànica (per exemple, energia potencial de l'aigua) es converteix en energia mecànica (treball);
- Eficiència tèrmica o eficiència del combustible, calor útil i/o producció de treball per energia d'entrada, com ara el combustible consumit;
- "Eficiència total", per exemple, per a la cogeneració, l'energia elèctrica útil i la producció de calor per energia de combustible consumida. Igual que l'eficiència tèrmica.
- Eficiència lluminosa, aquesta part de la radiació electromagnètica emesa es pot utilitzar per a la visió humana.

## Eficiència de conversió química
El canvi d'energia de Gibbs d'una transformació química definida a una temperatura determinada és la quantitat teòrica mínima d'energia necessària per fer que aquest canvi es produeixi (si el canvi d'energia de Gibbs entre reactius i productes és positiu) o l'energia teòrica màxima que es pot obtenir. d'aquest canvi (si el canvi en l'energia de Gibbs entre reactius i productes és negatiu). L'eficiència energètica d'un procés que implica canvis químics es pot expressar amb relació a aquests mínims o màxims teòrics. La diferència entre el canvi d'entalpia i el canvi d'energia de Gibbs d'una transformació química a una temperatura determinada indica l'entrada de calor necessària o l'eliminació de calor (refrigeració) necessària per mantenir aquesta temperatura.

## Valors calorífics i eficiència del combustible
A Europa, el contingut d'energia utilitzable d'un combustible es calcula normalment utilitzant el poder calorífic inferior (LHV) d'aquest combustible, la definició del qual suposa que el vapor d'aigua produït durant la combustió del combustible (oxidació) segueix sent gasós i no es condensa en aigua líquida. de manera que la calor latent de vaporització d'aquesta aigua no és aprofitable. Utilitzant el LHV, una caldera de condensació pot aconseguir una "eficiència de calefacció" superior al 100% (això no viola la primera llei de la termodinàmica sempre que s'entengui la convenció LHV, però provoca confusió). Això es deu al fet que l'aparell recupera part de la calor de vaporització, que no està inclosa en la definició del poder calorífic inferior d'un combustible. Als Estats Units i en altres llocs, s'utilitza el poder calorífic més alt (HHV), que inclou la calor latent per condensar el vapor d'aigua i, per tant, no es pot superar el màxim termodinàmic del 100% d'eficiència.

## Eficàcia de l'endoll de paret, eficiència lluminosa i eficàcia

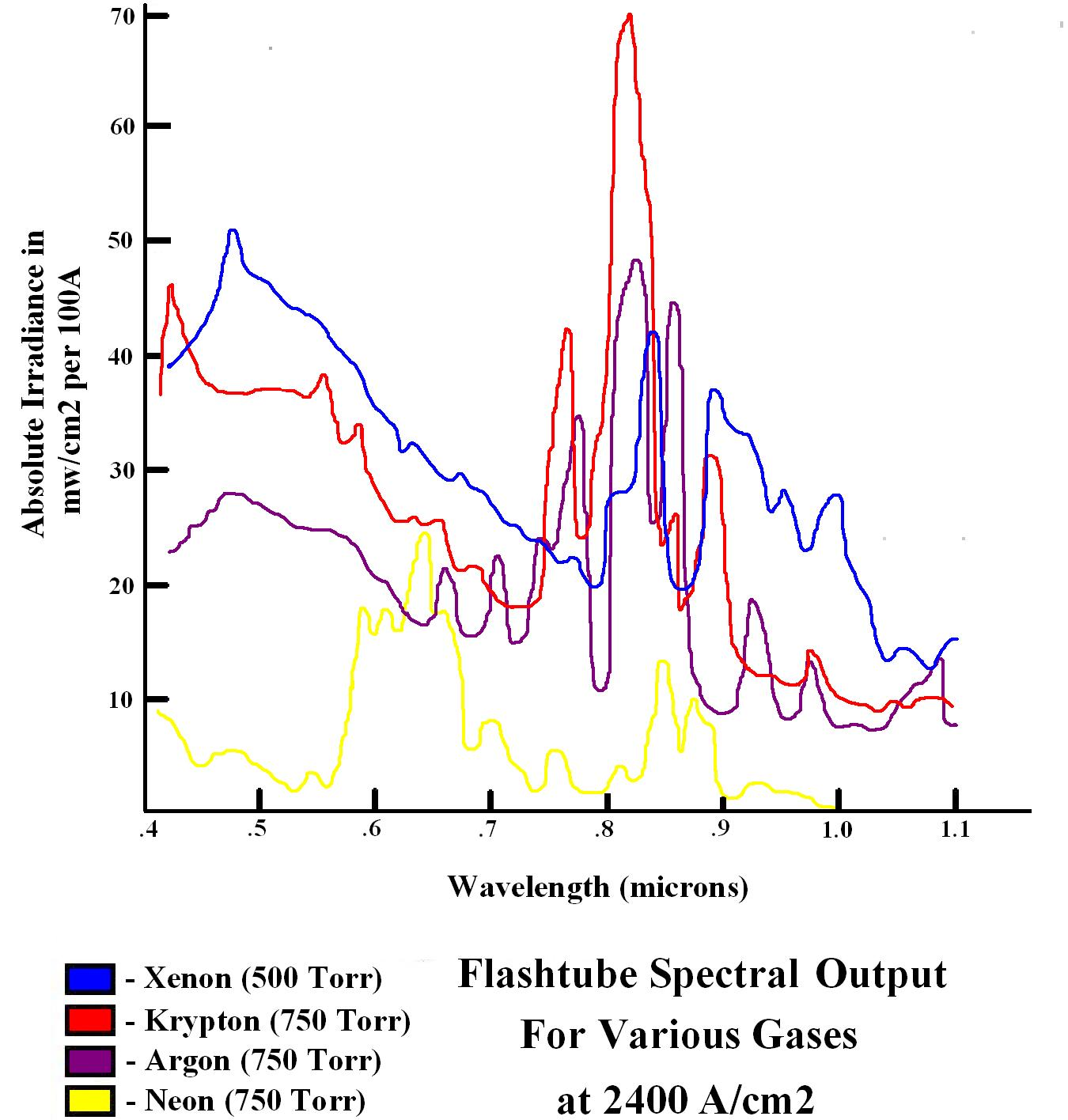
La irradiància absoluta de quatre gasos diferents quan s'utilitza en un tub flash. El xenó és, amb diferència, el més eficient dels gasos, tot i que el criptó és més eficaç a una longitud d'ona específica de la llum.

Sensibilitat de l'ull humà a diferents longituds d'ona. Suposant que cada longitud d'ona és igual a 1 watt d'energia radiant, només la longitud d'ona central es percep com a 683 candeles (1 watt d'energia lluminosa), equivalent a 683 lúmens. Les línies verticals de colors representen la línia de sodi 589 (groga) i la popular 532 nm (verd), 671 nm (vermell), 473 nm (blau) i 405 punters làser nm (violeta).

En sistemes òptics com la il·luminació i els làsers, l'eficiència de conversió d'energia es coneix sovint com a eficiència de l'endoll de paret. L'eficiència de l'endoll és la mesura de l'energia radiativa de sortida, en watts ( joules per segon), per energia elèctrica d'entrada total en watts. L'energia de sortida es mesura normalment en termes d'irradiància absoluta i l'eficiència de l'endoll es dóna com a percentatge de l'energia total d'entrada, amb el percentatge invers que representa les pèrdues.
En sistemes òptics com la il·luminació i els làsers, l'eficiència de conversió d'energia es coneix sovint com a eficiència de l'endoll de paret. L'eficiència de l'endoll és la mesura de l'energia radiativa de sortida, en watts ( joules per segon), per energia elèctrica d'entrada total en watts. L'energia de sortida es mesura normalment en termes d'irradiància absoluta i l'eficiència de l'endoll es dóna com a percentatge de l'energia total d'entrada, amb el percentatge invers que representa les pèrdues.

Un diagrama de Sankey que mostra les múltiples etapes de pèrdua d'energia entre l'endoll i la sortida de llum d'una làmpada fluorescent. Les pèrdues més grans es produeixen a causa del canvi de Stokes.

L'eficiència de l'endoll de paret difereix de l' eficiència lluminosa perquè l'eficiència de l'endoll de paret descriu la conversió directa de sortida/entrada d'energia (la quantitat de treball que es pot realitzar), mentre que l'eficiència lluminosa té en compte la sensibilitat variable de l'ull humà a diferents longituds d'ona ( com de bé pot il·luminar un espai). En lloc d'utilitzar watts, la potència d'una font de llum per produir longituds d'ona proporcionals a la percepció humana es mesura en lumens. L'ull humà és més sensible a les longituds d'ona de 555 nanòmetres (groc verdós), però la sensibilitat disminueix dràsticament a banda i banda d'aquesta longitud d'ona, seguint una corba de potència gaussiana i baixant a la sensibilitat zero als extrems vermell i violeta de l'espectre. A causa d'això, l'ull no sol veure totes les longituds d'ona emeses per una font de llum en particular, ni veu totes les longituds d'ona de l'espectre visual per igual. El groc i el verd, per exemple, representen més del 50% del que l'ull percep com a blanc, tot i que en termes d'energia radiant, la llum blanca està feta de parts iguals de tots els colors (és a dir: un 5 El làser verd mW sembla més brillant que un 5 mW làser vermell, però el làser vermell destaca millor sobre un fons blanc). Per tant, la intensitat radiant d'una font de llum pot ser molt més gran que la seva intensitat lluminosa, el que significa que la font emet més energia de la que l'ull pot utilitzar. De la mateixa manera, l'eficiència de l'endoll de paret del llum sol ser superior a la seva eficiència lluminosa. L'eficàcia d'una font de llum per convertir l'energia elèctrica en longituds d'ona de llum visible, en proporció a la sensibilitat de l'ull humà, es coneix com a eficàcia lluminosa, que es mesura en unitats de lúmens per watt (lm/w) d'energia elèctrica d'entrada.
A diferència de l'eficàcia (efectivitat), que és una unitat de mesura, l'eficiència és un nombre sense unitat expressat com a percentatge, que només requereix que les unitats d'entrada i de sortida siguin del mateix tipus. L'eficiència lluminosa d'una font de llum és, per tant, el percentatge d'eficàcia lluminosa per eficàcia màxima teòrica a una longitud d'ona específica. La quantitat d'energia transportada per un fotó de llum ve determinada per la seva longitud d'ona. En lúmens, aquesta energia es compensa amb la sensibilitat de l'ull a les longituds d'ona seleccionades. Per exemple, un punter làser verd pot tenir més de 30 vegades la brillantor aparent d'un punter vermell de la mateixa potència de sortida. Al 555 nm de longitud d'ona, 1 watt d'energia radiant equival a 683 lúmens, per tant, una font de llum monocromàtica a aquesta longitud d'ona, amb una eficàcia lluminosa de 683 lm/w, tindria una eficiència lluminosa del 100%. L'eficàcia màxima teòrica es redueix per a les longituds d'ona a banda i banda de 555 nm. Per exemple, les làmpades de sodi de baixa pressió produeixen llum monocromàtica a 589 nm amb una eficàcia lluminosa de 200 lm/w, que és la més alta de qualsevol làmpada. L'eficàcia màxima teòrica a aquesta longitud d'ona és de 525 lm/w, de manera que la làmpada té una eficiència lluminosa del 38,1%. Com que el llum és monocromàtic, l'eficiència lluminosa gairebé coincideix amb l'eficiència de l'endoll de paret de < 40%.